# Lathys simplicior
Lathys simplicior là một loài nhện trong họ Dictynidae.
Loài này thuộc chi Lathys. Lathys simplicior được Raymond Comte de Dalmas miêu tả năm 1916.